# Nicky Henson
Nicky Henson, właśc. Nicholas Victor Leslie Henson (ur. 12 maja 1945 w Londynie, zm. 15 grudnia 2019) – brytyjski aktor telewizyjny, teatralny i filmowy, kompozytor.

## Życiorys
Urodził się w Londynie jako syn Harriet Marthy (z domu Collins) i komika Leslie Lincolna Hensona (1891–1957). Uczęszczał do St. Bede’s Prep School w Eastbourne i Charterhouse w Godalming. Był inspicjentem w Royal Academy of Dramatic Art, a następnie występował jako gitarzysta. W Young Vic Company został obsadzony jako Pozzo w sztuce Samuela Becketta Czekając na Godota.
W 1961 nagrał swój pierwszy singiel i miał trzyletni kontrakt na pisanie piosenek dla The Shadows i Cliffa Richarda. Pojawił się po raz pierwszy na szklanym ekranie w jednym z odcinków serialu kryminalnego Rewolwer i melonik (1961) – pt. „Tunnel of Fear” z Patrickiem Macnee. W 1963 zadebiutował na londyńskiej scenie Vaudeville Theatre w spektaklu All Square. Rok później na deskach Drury Lane Theatre wystąpił w roli Mordreda w przedstawieniu Camelot i trafił na ekran jako motocyklista w komedii Father Came Too! (1964) z Lesliem Phillipsem, Kennethem Cope’em, Philipem Lockiem i Ronniem Barkerem. W 1977 związał się z Royal Shakespeare Company.
W latach 1969–1975 był żonaty z Uną Stubbs, z którą miał dwóch synów: Christiana (ur. 25 grudnia 1971) i Joego Hensona (ur. 18 września 1973). W latach 70. był związany z Susan Hampshire. W 1986 poślubił Marguerite Porter, z którą ma syna Keatona (ur. 24 marca 1988).
W 2003 zdiagnozowano u niego raka.

## Filmografia

### filmy fabularne
- 1968: Pogromca czarownic (Witchfinder General) jako Swallow
- 1969: Mosquito w akcji (Mosquito Squadron) jako sierżant Wiley Bunce
- 1970: Dziewczyna inna niż wszystkie (There’s a Girl in My Soup) jako Jimmy
- 1976: Sprośne przygody Toma Jonesa (The Bawdy Adventures of Tom Jones) jako Tom Jones
- 1979: Penny Gold jako Roger
- 2005: Syriana jako Sydney Hewitt
- 2011: Blitz jako komisarz Brown
- 2012: Raz, dwa, trzy, umierasz ty! jako pan Hautbois

### seriale TV
- 1961: Rewolwer i melonik jako członek tłumu
- 1981: Wyspa mew (Seagull Island) jako Martin Foster
- 2001: Morderstwa w Midsomer jako Simon Reason
- 2006: EastEnders jako Jack
- 2007: Morderstwa w Midsomer jako Terence Charteris
- 2010: Na sygnale jako A Dawson, przewodniczący Disciplinary Inquiry
- 2010-2013: Downton Abbey jako Charles Grigg